# Sünde
Sünde (Duits voor 'zonde') is het derde studioalbum van de Duitse band Eisbrecher. Het bevat 13 nummers en een bonustrack. Het album werd op 22 augustus 2008 uitgebracht in Duitsland.

## Nummers
1. "Kann denn Liebe Sünde sein?"
2. "Alkohol"
3. "Komm Süser Tod"
4. "Heilig"
5. "Verdammt sind"
6. "Die durch den Hölle gehen"
7. "Herzdieb"
8. "1000 flammen"
9. "This is Deutsch"
10. "Zu sterben"
11. "Mehr Licht"
12. "Küss"
13. "This is Deutsch (SIDT-Remix)"
14. "Blüt und Tränen (bonustrack)"

## Bezetting
- Alexx Wesselsky - stemmen
- Noel Pix - Instrumenten